# Caricato (revista)

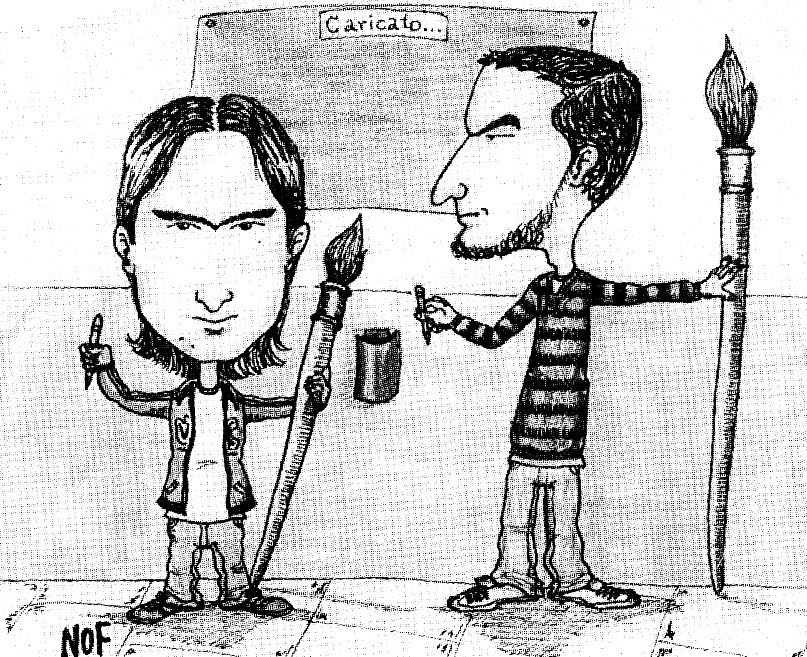
NoF y Carlo, fundadores de Caricato, dibujo de 2004.

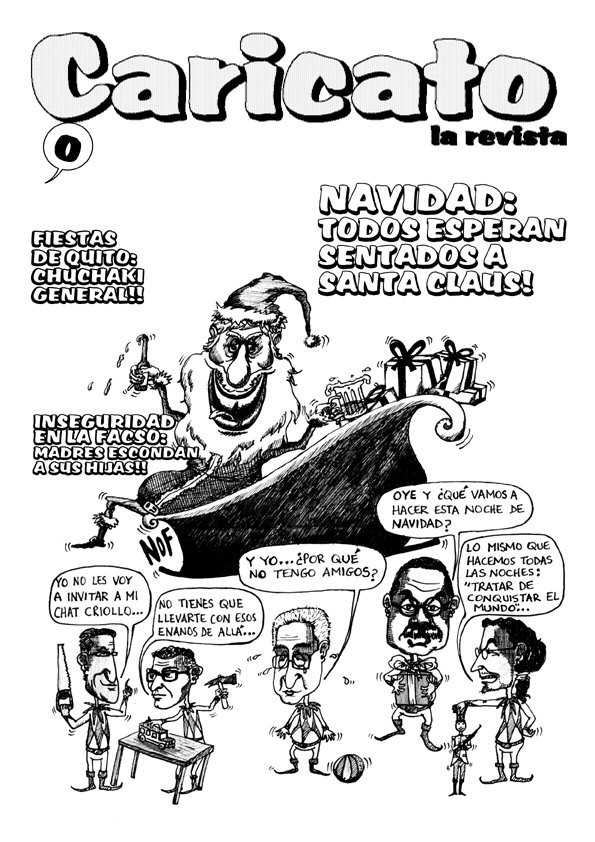
Portada de la primera edición de Caricato, publicada en diciembre de 2005

Caricato, cuyo eslogan era «Ni más ni menos», fue un fanzine universitario ecuatoriano bimensual de caricatura e historieta, publicado entre diciembre de 2005 y mayo de 2012.

## Historia
Ivanof Armijos (NoF) y Carlo Celi, compañeros de facultad de la Universidad Central del Ecuador y aficionados a la caricatura política crearon en 2004 el Club de Comunicadores Gráficos «Caricato», con la idea de generar un espacio alternativo de opinión y humor. En 2005 se les unieron Paúl Espinoza (Pol) y David Nicolalde (Niko), seguidores de La Tuya, XOX, El Jueves, Charlie Hebdo y The Clinic, quienes diseñaron la primera edición de la revista homónima, que se publicó el 14 de diciembre de 2005, con apenas ocho páginas y enteramente a blanco y negro, formato que con mayor cantidad de páginas mantuvo hasta su último número impreso, con un total de cuarenta ediciones.

### Caricatoonline, reaparición en 2018 y crisis
A inicios de 2013, ante el incremento en los costes de impresión y la pérdida de interés en los medios de papel, la revista volvió en formato digital a color, disponible de manera gratuita a través de internet. Pese al cambio, la recepción por parte de los lectores fue negativa, y tras publicar su edición virtual n.º 43 en julio de 2014, el proyecto gráfico pareció llegar a su fin, dedicándose sus dibujantes a publicar nuevas caricaturas únicamente desde redes sociales.
Tras un paréntesis de casi cuatro años, en abril de 2018 Caricato se planteó regresar con una revista impresa dedicada al Mundial de Fútbol Rusia 2018, por lo que el antiguo Club de Comunicadores Gráficos solicitó apoyo a la Facultad de Comunicación Social de la Universidad Central, que los había respaldado en sus primeras ediciones. Finalmente, la petición nunca tuvo respuesta y el n.º 44 de Caricato se volvió a publicar de manera digital en julio, abandonando el formato impreso de manera definitiva.
Entre 2008 y 2010, la revista también contó con el espacio radial Caricato Rock and Pod, que difundió a través de una serie de podcasts durante el programa No Lapsus, que se transmitía por radio La Luna 99.3 FM de Quito, siendo retomado entre 2016 y 2019, exclusivamente en redes sociales. 
Tras la pandemia por coronavirus y el estado de excepción decretado en la República del Ecuador, entre marzo y septiembre de 2020, los antiguos miembros de Caricato emitieron el streaming Sí Hay Chow.
En 2024, Carlo y Niko retomaron el espacio radial Caricato Rock and Pod, emitiendo actualmente desde radio Cultura FM 100.9 de Quito.

## Posición
Caricato se definía como una revista de pensamiento independiente, a favor de la libertad de expresión. En varias ocasiones fue crítica con la izquierda radical y la derecha conservadora, y era tajante al afirmar su independencia tanto de la prensa privada como de los medios públicos de Ecuador.
Así mismo, carecía de publicidad pagada (los anuncios que publicaban, cuando no eran cómicos, eran colaboraciones con otros medios de comunicación alternativos) y sus dibujantes trabajaron casi siempre sin recibir réditos económicos. El dinero que cobraban por los ejemplares (0.25 y 0.50 USD) servía principalmente para la impresión y costes del papel.

## Segmentos
- Portada, dibujada por alguno de los miembros del Consejo Editorial.

- Titulares, con notas de estilo amarillista (como parodia de los tabloides locales Extra, Súper, Últimas Noticias y PP El Verdadero). En la última edición cambió su nombre por "Tuitulares" debido al auge de la red social de Twitter.

- YoNoFui, con caricaturas políticas dibujadas por NoF.

- ¡Qué te importa!, sondeos ficticios con preguntas al público sobre temas irrelevantes.

- El finado del mes, caricatura dedicada a algún personaje fallecido en los meses de publicación de la revista.

- Autogol, dedicada a satirizar al Campeonato Ecuatoriano de Fútbol.

- En bolas, dibujos sobre asuntos eróticos.

- Mitómanos, que trataba sobre leyendas urbanas.

- Especial, ubicado en las páginas centrales, donde se representaba un tema relevante abordado en los medios de comunicación.

- Desclasificados, con anuncios ficticios y reales.

- Karaoke, con reseñas musicales, en especial de rock alternativo.

- Gil Parade, parodia de las listas musicales mensuales.

- Horóscopo Andino, inicialmente denominado Horroróscopo, que incluía pronósticos astrológicos generalmente fatídicos. Tiempo después reemplazaría el zodiaco griego por nuevos signos con elementos autóctonos de la cultura ecuatoriana.

- Happy End, desenlaces ficticios de series y tiras cómicas.

- De Última Hora, primera plana ficticia, con noticias de sucesos de la historia ecuatoriana y mundial presentados a modo de primicias cómicas.

## Autores

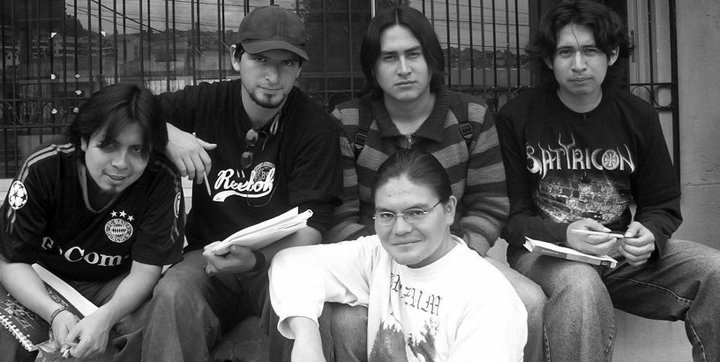
Niko, Carlo, NoF y Pol, junto con Andrés Ponce (2006)

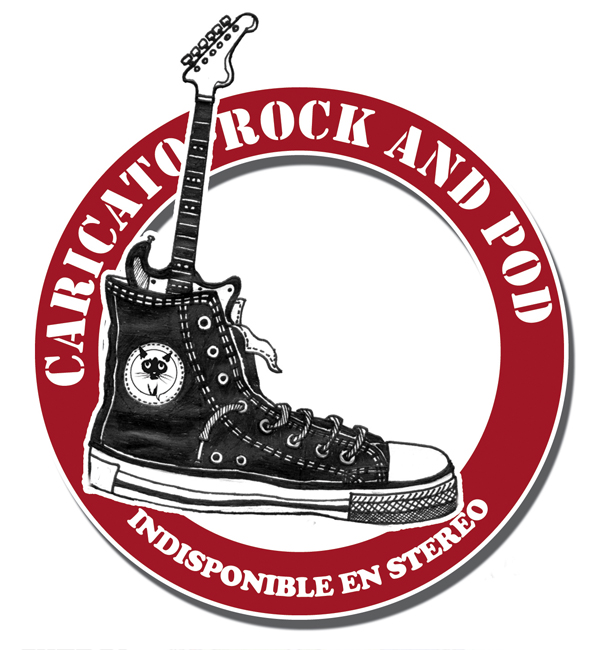
Insignia de Caricato Rock and Pod, espacio radial transmitido entre 2008 y 2010 y entre 2016 y 2019

## Historietas
- Los Bocazas (Pol)

- ¡Por Dios! (Carlo)

- Flash y Back (NoF)

- Los Perdidos (Luka)

- Cosos (Pancho Viñachi)

- Walter Diego (Carlo)

- Txulpibot (Niko)

- Pepe el balón (Pol)

- Sadik (NoF)

- Smithie (Goos)

- Karishino (Niko)

- Squilachi (Pol)

- Atatayman (Carlo/Pepe Torres)

- Rocko (Érick Álava)